# Münchner Verlagsgruppe
Die Münchner Verlagsgruppe (kurz MVG) ist ein Medienunternehmen mit Sitz in München. Es wurde 1997 als FinanzBuch Verlag gegründet und 2017 vom schwedischen Medienkonzern Bonnier übernommen. Zur Münchner Verlagsgruppe gehören sieben Verlage. Das Programm umfasst Sachbücher aller Art sowie moderne Unterhaltungsliteratur.

## Geschichte
Nach der Übernahme der Buchverlage des Süddeutschen Verlags durch den FinanzBuch Verlag 2007 verdoppelte sich der Umsatz des Verlags auf einen zweistelligen Millionenbetrag. Als Dachgesellschaft für den FinanzBuch Verlag sowie Redline, Mvg Verlag und Moderne Industrie (kurz MI) wurde die Münchner Verlagsgruppe mit der umbenannten FinanzBuch Verlag  GmbH als Dachgesellschaft errichtet. 2008 wurden dann alle Aktivitäten der Verlage an einem gemeinsamen Standort in der Münchner Maxvorstadt zusammengeführt.
Mitte 2017 gab Eigentümer Christian Jund bekannt, die Münchner Verlagsgruppe an den schwedischen Medienkonzern Bonnier verkaufen zu wollen. Nach Genehmigung durch die Kartellbehörden wurde der Verkauf zum Jahreswechsel 2017/2018 vollzogen. Christian Jund wurde Geschäftsführer der Münchner Verlagsgruppe.
Im August 2023 wurde der Verlag Opfer eines Hackerangriffs.
Zum 1. Juli 2024 übernahm Vanessa Hofferbert die verlegerische Geschäftsführung von Jund, der aus dem Unternehmen ausschied.

## Verlage
Der Audio Verlag München, der Finanzbuch Verlag, der Lago Verlag, Mi-Wirtschaftsbuch, der MVG Verlag, der Redline Verlag und der Riva Verlag sind Teil der Münchner Verlagsgruppe. Die in den Büchern als Imprints gekennzeichneten Verlage sind publizistisch unabhängig. Sie arbeiten im Vertrieb und anderen Bereichen aber eng zusammen. 2019 wurde der Yes Verlag von Oliver Kuhn gegründet, dessen Bücher über die Münchner Verlagsgruppe vertrieben werden.